# Omias concinnus
Omias concinnus — вид долгоносиков-скосарей из подсемейства Entiminae.

## Описание
Жук длиной 2,5—4 мм. Окраска тела жука варьируется от светло-жёлто-бурого до чёрно-бурого, редко чёрная; усики и ноги светлые. Тело узкое, надкрылья продольно-яйцевидные. Волоски на надкрыльях торчащие, тонкие, однородные, более длинные в задней части. Головотрубка короткая, в профильдуговидно выпуклая.

## Экология
Живёт в лесной подстилке.